# Bibliothèque nationale de Finlande
La Bibliothèque nationale de Finlande  (en finnois : Kansalliskirjasto ; en suédois : Nationalbibliotek) est la plus ancienne et la plus grande bibliothèque scientifique de Finlande. Administrativement elle fait partie de l'université d'Helsinki,.

## Présentation
La bibliothèque nationale, est la plus grande et la plus ancienne bibliothèque scientifique de Finlande. C'est également l'une des plus grandes institutions indépendantes de l'Université d'Helsinki, chargée de préserver, de décrire et de mettre à disposition le patrimoine national des publications et ses collections uniques. La Bibliothèque nationale agit en tant qu'institution nationale de service et de développement pour le secteur des bibliothèques finlandaises et promeut la coopération nationale et internationale dans le secteur des bibliothèques. 
En Finlande, le statut et la mission de la Bibliothèque nationale sont définis dans la loi sur l'université (558/2009) et dans la loi sur le dépôt et la préservation des biens culturels (1433/2007).
En 2015, la collection comprenait 115 kilomètres de documents et 814 millions de fichiers de sites Web finlandais ont été intégrés aux archives en ligne de la bibliothèque.
En 2021, la collection de la Bibliothèque nationale comprenait trois millions de livres et trois millions d'autres publications, et la bibliothèque a numérisé environ 2,3 millions de pages de documents nationaux au cours de l'année.
En septembre 2021, le service Digi.kansalliskirjasto.fi comptait plus de 21 millions de pages, dont 7 millions de pages de magazines et près de 12 millions de pages de journaux,..

## Architecture
Le bâtiment principal de la Bibliothèque nationale est situé à côté de la place du Sénat et du bâtiment principal de l'Université d'Helsinki. L'entrée du bâtiment se trouve le long d'Unioninkatu, en face de l'entrée de la Cathédrale luthérienne d'Helsinki.
La bibliothèque est répartie dans plusieurs espaces. Le bâtiment principal est conçu en 1836 par Carl Ludvig Engel et sa construction se termine en 1840. Le bâtiment annexe nommé Rotunda a été conçu par Gustaf Nyström et construit entre 1902 et 1906. Dans les années 1950 on aménage un espace  souterrain pour les collections à proximité des bâtiments principaux, cette excavation sera agrandie par la suite de façon très significative pour former un bunker souterrain de plus de 57 000 m3 creusé dans la roche à 18 m sous le bâtiment de la bibliothèque,. 
En 1998 la bibliothèque est agrandie par l'ajout du bâtiment Fabiania dont les différentes parties ont été construites par Jean Wiik et Gustaf Nyström entre 1844 et 1895. Fabiania est relié aux autres bâtiments par un tunnel souterrain.
La bibliothèque a aussi des espaces de stockage à Vallila, Mikkeli.

## Histoire

### 1640-1809
En 1640, le lycée de Turku (fi) fut transformé en Académie royale de Turku. La collection de livres du lycée, composée d'environ 20 volumes, a marqué le début de la bibliothèque de l'Académie de Turku.
Dans les années 1640, la bibliothèque reçut d'importants dons de livres, provenant des décombres de la guerre de Trente Ans.
En 1707, une lettre du Collège royal des chanceliers ordonnait aux imprimeurs suédois de remettre un exemplaire de chaque publication aux universités du pays.
À partir de 1809, la Finlande faisait partie de l'Empire russe en tant que Grand-Duché autonome et, de 1820 à 1917, l'université recevait des publications imprimées en Russie sous forme d'exemplaires gratuits.

### 1827-1893
Cependant, le grand incendie de Turku en 1827 détruisit presque entièrement les collections de la bibliothèque : seuls environ 800 volumes prêtés furent sauvés de l'incendie. La collecte des collections a dû recommencer. Une partie importante des livres imprimés en Finlande avant l'incendie provenait des collections du collectionneur de livres Matti Pohto.
En 1828, l'université fut transférée de Turku à Helsinki et commença à fonctionner sous le nom d'«Université impériale Alexandre».
En 1832, le bâtiment universitaire conçu par l'architecte Carl Ludvig Engel fut achevé et en 1845, un nouveau bâtiment de bibliothèque fut mis en service sur le côté nord du bâtiment universitaire.
Dans les années 1879-1881, le bâtiment de la bibliothèque a été rénové et l'architecte était Frans Sjöström.
En 1893, la bibliothèque est dotée d'un éclairage électrique et les horaires d'ouverture peuvent être prolongés. Une grande salle de lecture a été ouverte.

### 1906-1982
En 1906, les locaux de la bibliothèque s'agrandissent considérablement avec l'achèvement de la Rotonde, un bâtiment supplémentaire conçu par Gustaf Nyström.
L'année de l'indépendance de la Finlande en 1917, la collection de la bibliothèque comptait pas moins de 300 000 volumes.
Dans les années 1950, les installations de la bibliothèque deviennent insuffisantes. Selon le plan d'Aarne Ervi, des entrepôts s'étendant sous le bâtiment Porthania ont été creusés dans la roche.
Entre 1977 et 1985, le bâtiment de la bibliothèque a été rénové et l'architecte était Olof Hansson.
Depuis 1982, la bibliothèque reçoit également des copies d'enregistrements légalement gratuites. Une collection croissante de scripts musicaux complète le matériel audio.

### 1990-2016
Au milieu des années 1990, l'ensemble de l'îlot urbain Seepra a été mis en service lorsque le département de pharmacie a déménagé à Viikki, l'îlot de la bibliothèque a été mis en service en 1998.
Dans les années 1998-2000, la Rotonde a été rénovée, avec LPR Oy comme architecte.
En 2000, une nouvelle salle souterraine des livres a été mise en service.
En 2005, le bâtiment de la bibliothèque a été transféré de l'État aux fonds de l'Université d'Helsinki.
En 2006, le nom de la bibliothèque a été changé en Kansalliskirjasto par un amendement à la loi sur l'université.
Le nom de la bibliothèque de l'Université d'Helsinki a été changé en Bibliothèque nationale le 1er août 2006, lorsque le champ d'action de la bibliothèque a été élargi. 
La Bibliothèque étudiante et les Bibliothèques du campus et de la faculté ont été regroupées en une institution distincte qui ont repris le nom de bibliothèque de l'université d'Helsinki.
En 2011-2012, la façade du bâtiment principal a été rénovée.
Au cours des années 2013-2015, la réparation de la façade de la Rotonde et la rénovation en profondeur du bâtiment principal de la bibliothèque ont été réalisées, sous la direction de LPR Oy comme architecte.
Le bâtiment principal rénové de la bibliothèque a été inauguré le 1er mars 2016.

## Fonds documentaires et services

### Fonds documentaires
La bibliothèque possède une collection presque complète de la littérature publiée en Finlande et d'autres publications liées à la Finlande (collection Fennica (fi)) ainsi qu'une vaste collection d'autres publications de sciences humaines. 
La bibliothèque comprend plusieurs collections spéciales (dont la collection Monrepos, la collection Nordenskiöld, Lapponica, la collection Reenpää) et des bibliothèques spéciales (dont la bibliothèque slave et la bibliothèque musicale). 
En outre, la Bibliothèque nationale possède une vaste collection de manuscrits, qui comprend, par exemple, les archives personnelles de personnalités culturelles et de scientifiques de renom, ainsi que des fragments de parchemins du Moyen Âge. 
En 2011, les collections de la bibliothèque comprenaient au total environ trois millions de livres et de périodiques. Les archives en ligne contenaient 718 millions de fichiers. L'essentiel des collections de la bibliothèque se trouve sur le site kansalikirjasto.finna.fi.
Des copies de tous les publications nationales imprimées, des enregistrements sonores et vidéos, des enregistrements sur CD-ROM et DVD et un échantillon représentatif de documents en ligne sont conservés à la Bibliothèque nationale. 
Le fonctionnement est basé sur la loi sur le dépôt et la conservation des biens culturels (1433/2007), qui remplace depuis 2008 la loi sur la copie gratuite et la loi sur l'archivage des films, auparavant en vigueur. Grâce à la réglementation du Dépôt légal, depuis le début de la période d'autonomie, en 200 ans, la Collection nationale a accumulé une collection presque complète de publications imprimées nationales, qui s'est étendue à plusieurs millions d'unités, et depuis 1981 également des enregistrements audio et vidéo. . Actuellement, la loi couvre tous les aspects de la communication de masse finlandaise : outre le matériel mentionné ci-dessus, l'archivage légal comprend également les films et le matériel radiophonique et télévisuel, dont la réception et l'enregistrement relèvent de la responsabilité des Archives audiovisuelles nationales (fi).

### Services
Le Centre de numérisation et de conservation (Digitointi- ja konservointikeskus) situé à Mikkeli est responsable de la numérisation des collections de la bibliothèque et de la présentation des documents numérisés. 
Digi, le service en ligne contenant les documents numérisés de la bibliothèque, a été ouvert au début des années 2000 sous le nom de Bibliothèque de journaux historiques (Historiallinen sanomalehtikirjasto). 
Depuis lors, le service s'est développé de telle sorte qu'en plus des journaux, par ex. magazines, livres et petits caractères. Les journaux et magazines publiés dans le service sont actuellement utilisés gratuitement par le public jusqu'à l'édition de 1939,.
La mission statutaire de la Bibliothèque nationale comprend également la fourniture de services aux bibliothèques universitaires, aux bibliothèques des grandes écoles spécialisées, aux bibliothèques spécialisées et aux bibliothèques publiques. 
La Bibliothèque nationale électronique finlandaise (FinELib) basée dans la bibliothèque nationale s'occupe de l'acquisition centralisée des documents électroniques pour les besoins du consortium formé par les universités, les hautes écoles spécialisées, les instituts de recherche et les bibliothèques publiques,.
La Bibliothèque nationale est responsable du développement et de la maintenance des services Finna (fi). Le service national Finna.fi fait office d'interface utilisateur commune pour les documents des bibliothèques, des archives et des musées. En outre, de nombreuses organisations ont leurs propres pages Finna, qui servent d'interface client pour les matériaux et services qu'elles proposent.
Un autre ensemble de services nationaux important géré par la Bibliothèque nationale est le référentiel de métadonnées Melinda. Melinda fonctionne comme un environnement de description commun aux bibliothèques, à partir duquel les informations de description sont transférées vers les propres systèmes des bibliothèques. En relation avec Melinda, la Bibliothèque nationale gère également d'autres réserves d'informations, telles que la bibliographie nationale finlandaise Fennica et la discographie nationale Viola. De plus, Melinda inclut les références d'Arto, une base de données de magazines nationaux et d'articles de monographies. La Bibliothèque nationale maintient et développe des formats de métadonnées et des règles de description utilisés par les bibliothèques dans la description. Il propose également d'autres services pour prendre en charge la description. Il s'agit notamment de Finto, qui contient des ontologies de différents domaines, et de Finto AI, un outil d'indexation automatique basé sur le logiciel Annif basé sur l'intelligence artificielle,.
La Bibliothèque nationale s'occupe de la maintenance technique des bases de données des bibliothèques de nombreuses universités et instituts de recherche. 
En outre, il propose des services d'archives de publications, entre autres, aux universités, aux instituts de recherche et aux agences gouvernementales.

## Galerie

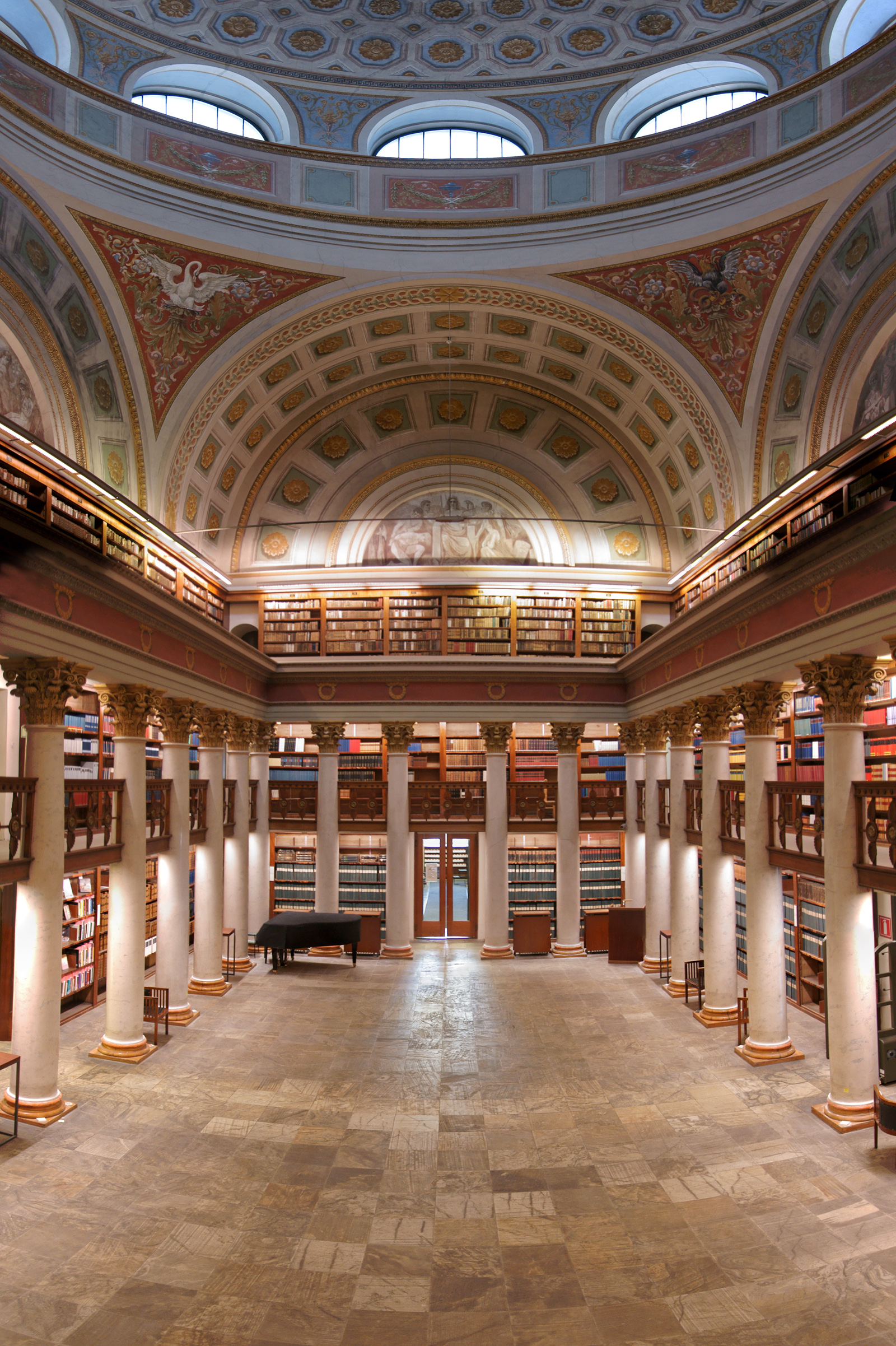
La salle de la coupole du bâtiment principal.
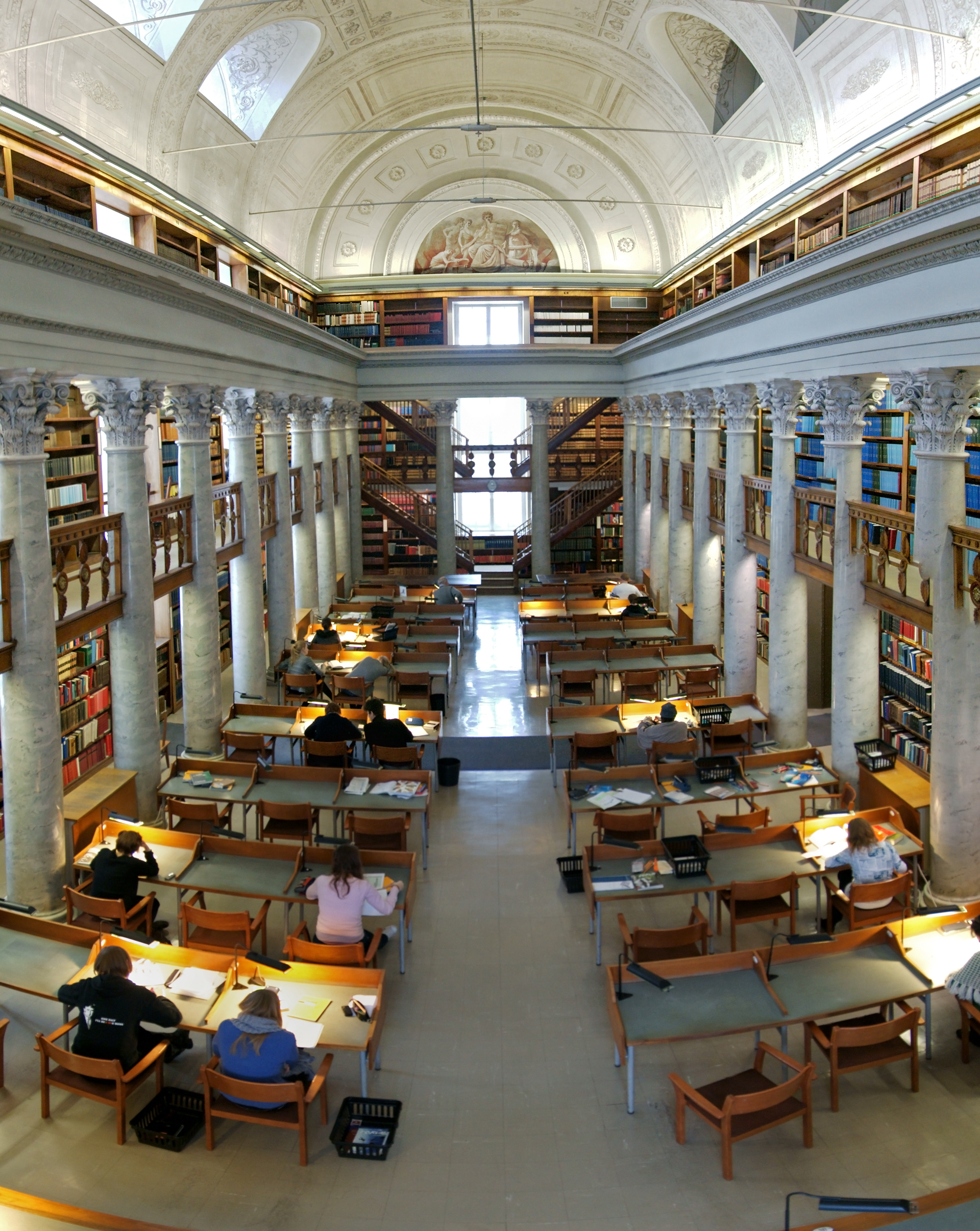
Salle de lecture.
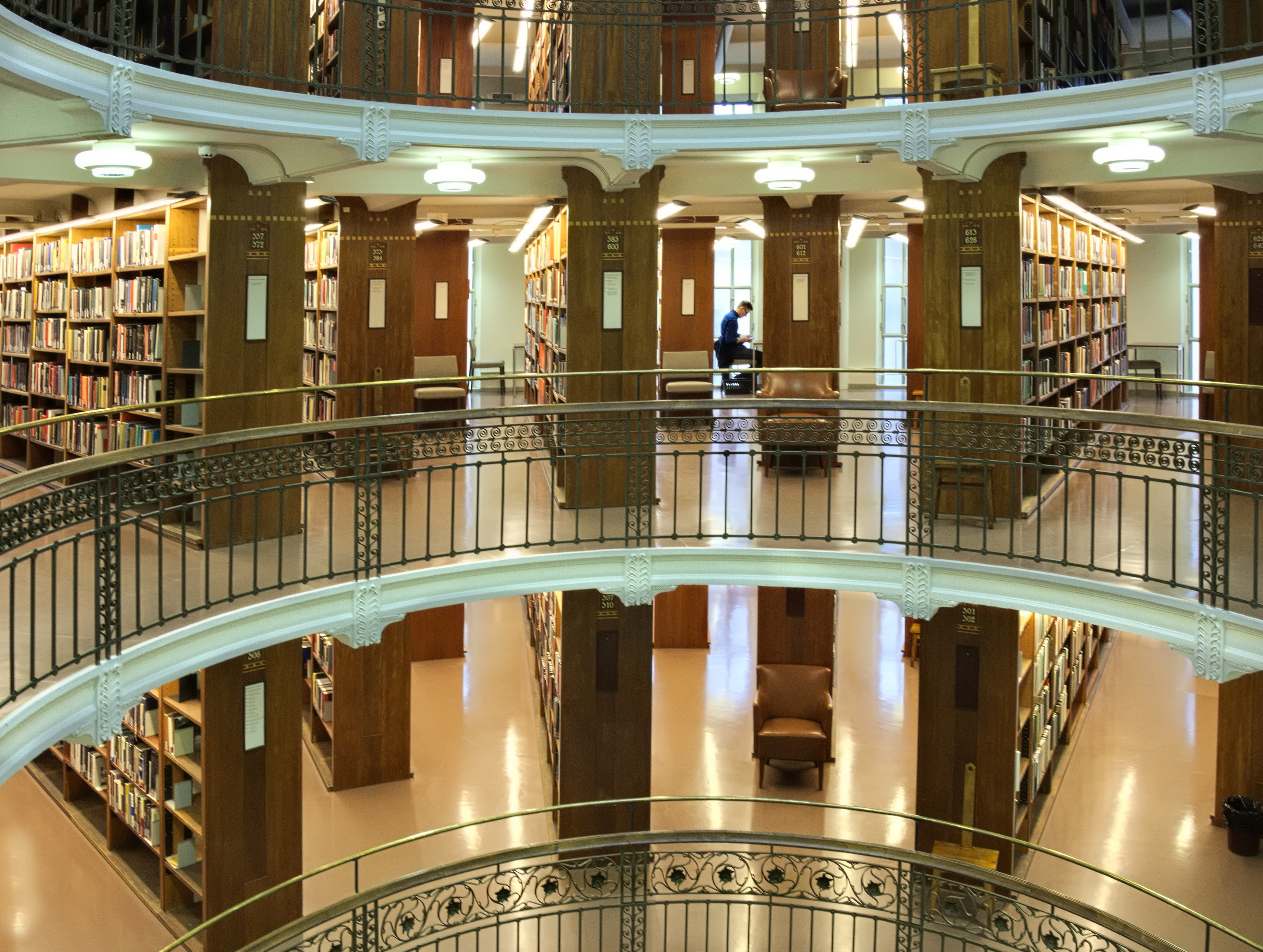
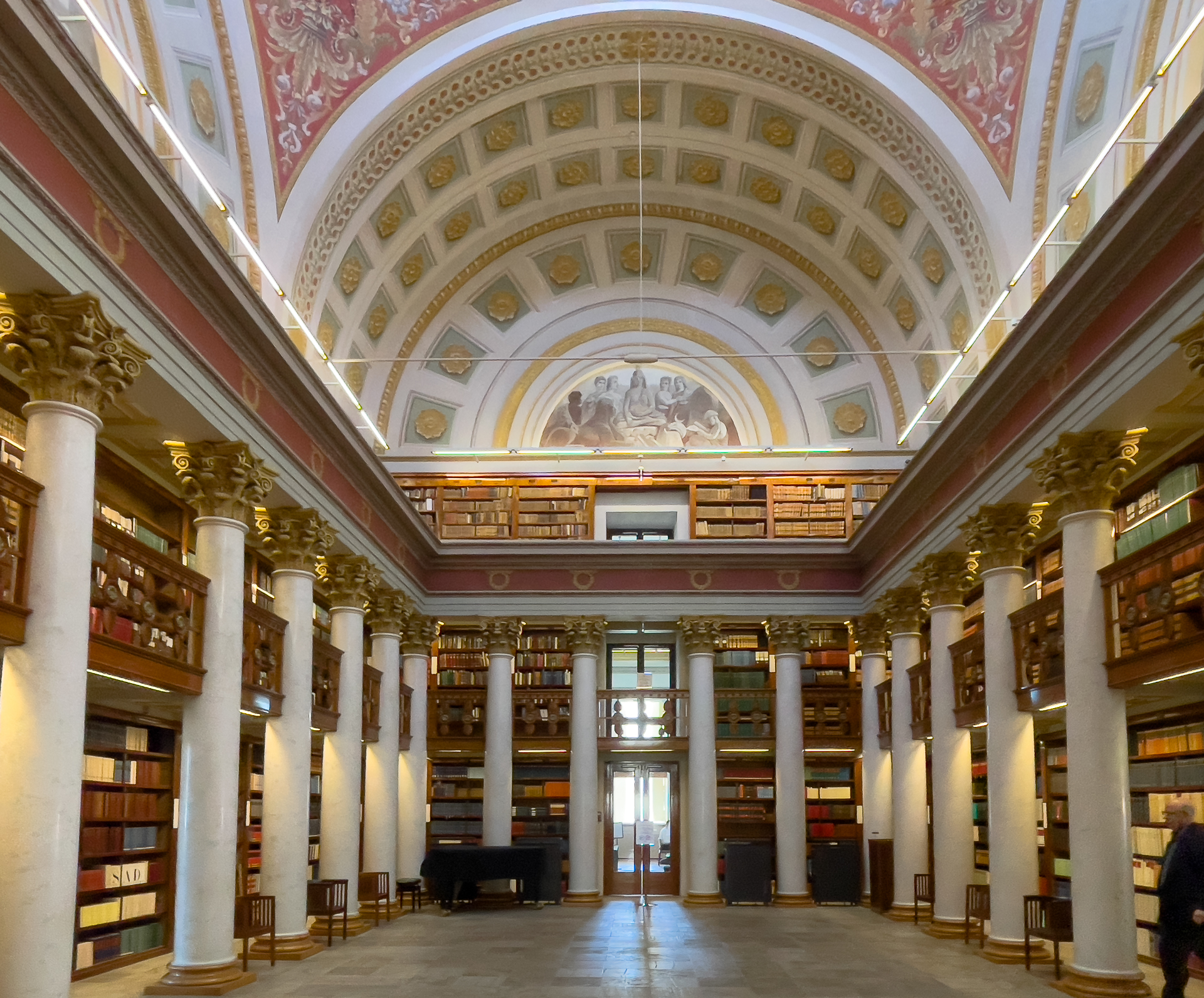